# Iwazewitschy
Iwazewitschy (belarussisch Івацэвічы, russisch Ивацевичи Iwazewitschi, polnisch Iwacewicze, litauisch Ivasevičai) ist eine Stadt in der Republik Belarus in der Breszkaja Woblasz mit rund 25.000 Einwohnern. Sie ist Verwaltungszentrum des Rajons Iwazewitschy.

## Geografie
Die Stadt liegt im Westen des Landes zwischen den Städten Brest und Baranawitschy.

## Wappen
Beschreibung: Schräglinks in Grün und Gold geteilt mit einer silbernen goldgegürteten Doppellilie im vorderen Feld.

## Geschichte
Ein Gut mit dem Namen Iwazewitschy ist seit 1654 bekannt, wobei die erste Erwähnung bereits im Jahre 1508 im Kirchenbuch der Stadt Selwa erfolgte. In der zweiten Hälfte des 16. Jahrhunderts gehört das Dorf zum Landkreis Slonim der Wojewodschaft Nawahrudak (Großfürstentum Litauen). 1594 gehörte es dem Geschlecht der Sapehas, ab 1654 dann den Jundsilas. Ab 1795 (nach der Zweiten Teilung Polens) gehörte es zum Russischen Kaiserreich. Im Zuge des Baus einer Eisenbahnverbindung von Moskau nach Brest entstand eine Siedlung. 1915, während des Ersten Weltkrieges, wurde diese von deutschen Truppen besetzt, 1919/20 während des Polnisch-Sowjetischen Krieges von polnischen. Von 1921 bis 1939 gehörte sie zu Polen (im Powiat Kosów der Woiwodschaft Polesien). 1935 lebten hier ungefähr 1500 Menschen. Nach dem Einmarsch der Roten Armee gehörte die Stadt zur BSSR.
Während des Zweiten Weltkrieges wurde die Stadt vom 24. Juni 1941 bis 12. Juli 1944 von der deutschen Wehrmacht besetzt.
1947 erhielt die Siedlung den Status einer städtischen Siedlung, was ungefähr einer Kleinstadt entspricht, seit dem 28. Mai 1966 ist sie eine Stadt.

## Wirtschaft
In der Stadt sind Unternehmen aus der Forstwirtschaft, holzverarbeitenden, Bau-, Nahrungsmittel-, Maschinenbau- und Leichtindustrie ansässig. Ferner gibt es hier eine Wetterstation sowie ein Hotel.

## Verkehr
Iwazewitschy liegt an der wichtigsten Verkehrsachse des Landes sowohl im Schienen- als auch im Straßenverkehr von Warschau über Brest und Minsk nach Moskau. Im Ersten Weltkrieg wurde in Nord-Süd-Richtung die militärische Feldbahn Iwacewice–Iwanowo–Kamien-Koczirsk verlegt.

## Sehenswürdigkeiten
- Landhaus (Gehöft) Iwazewitschy

## Söhne und Töchter der Stadt
- Zofia Bilińska (* 1942), polnische Bildhauerin